# Partido Cívico de Kazajistán
El Partido Cívico de Kazajstán fue un partido político de Kazajistán que fue dirigido por Azat Peruashev. El Partido Cívico de Kazajistán se formó en 1998 y existió hasta 2006 cuando se fusionó con Otan.